# سیارک ۹۴۷
سیارک ۹۴۷ (به انگلیسی: 947 Monterosa، نامگذاری:1921JD) نهصد و چهل و هفتمین سیارک کشف شده‌است که در ۸ فوریه ۱۹۲۱ کشف شد.
قدر مطلق سیارک برابر ۹٫۸۰ است.